# Lunca Cernii de Jos
Lunca Cernii de Jos là một xã thuộc hạt Hunedoara, România. Dân số thời điểm năm 2002 là 1115 người.